# Alberto Juzdado
Alberto Juzdado López (Madrid, 20 de agosto de 1966) es un exatleta español especializado en la maratón, prueba en la que consiguió la medalla de bronce del Campeonato de Europa en 1994.
Participó también en los Juegos Olímpicos de Atlanta 1996 y Sídney 2000.
En 1997 formó parte del equipo español que ganó la Copa del Mundo de maratón, por lo que recibió el Premio Príncipe de Asturias de los Deportes junto con sus compañeros.

## Mejores marcas y reconocimientos
- 3000 metros - 8:08.87 (1998)
- 5000 metros - 13:33.87 (1993)
- 10.000 m - 27:57.85 (1998)
- Media maratón - 1:01:10 (2000)
- Maratón - 2:08:01 (1998; en su momento, )